# Andrej Martin
Andrej Martin (* 20. September 1989 in Bratislava) ist ein slowakischer Tennisspieler.

## Karriere
Seit 2006 spielt Martin an Turnieren der ITF Future Tour, wovon er bisher zehn Titel im Einzel und acht Titel im Doppel gewinnen konnte.
Seit der Saison 2010 spielt er auch regelmäßig Turniere der ATP Challenger Tour. So gewann er im August 2010 seinen ersten Titel in dieser Kategorie, als er im Finale von Samarqand seinen Landsmann Marek Semjan in zwei Sätzen besiegte.
Beim ersten Turnier des Jahres 2013 stand er im Finale des Challenger-Turniers in Nouméa, verlor dieses jedoch in zwei Sätzen gegen den Franzosen Adrian Mannarino. Im April desselben Jahres stand er erneut dem Franzosen in einem Finale gegenüber und konnte dabei Revanche nehmen. Im Finale des Challenger-Turniers in Mexiko-Stadt besiegte er Mannarino in drei Sätzen mit 4:6, 6:4 und 6:1.
In der Saison 2013 feierte Andrej Martin sein Debüt in der slowakischen Davis-Cup-Mannschaft.
2022 gab Martin einen auf SARM S-22 positiven Dopingtest ab und wurde in der Folge für 18 Monate gesperrt.

## Erfolge
| Legende (Anzahl der Siege)  |
| Grand Slam                  |
| ATP World Tour Finals       |
| ATP World Tour Masters 1000 |
| ATP World Tour 500          |
| ATP World Tour 250          |
| ATP Challenger Tour (27)    |

### Einzel

#### Turniersiege
| Nr. | Datum           | Turnier         | Belag     | Finalgegner       | Ergebnis       |
| --- | --------------- | --------------- | --------- | ----------------- | -------------- |
| 1.  | 15. August 2010 | Samarqand       | Sand      | Marek Semjan      | 6:4, 7:5       |
| 2.  | 21. April 2013  | Mexiko-Stadt    | Hartplatz | Adrian Mannarino  | 4:6, 6:4, 6:1  |
| 3.  | 14. Juli 2013   | San Benedetto   | Sand      | João Sousa        | 6:4, 6:3       |
| 4.  | 3. August 2014  | Liberec (1)     | Sand      | Horacio Zeballos  | 1:6, 6:1, 6:4  |
| 5.  | 5. Juli 2015    | Padua           | Sand      | Albert Montañés   | 0:6, 6:4, 7:66 |
| 6.  | 2. August 2015  | Biella          | Sand      | Nicolás Kicker    | 6:4, 6:2       |
| 7.  | 16. April 2017  | San Luis Potosí | Sand      | Adrián Menéndez   | 7:5, 6:4       |
| 8.  | 30. Juli 2017   | Prag            | Sand      | Yannick Maden     | 7:63, 6:3      |
| 9.  | 5. August 2018  | Liberec (2)     | Sand      | Pedro Sousa       | 6:1, 6:2       |
| 10. | 28. April 2019  | Nanchang        | Sand (i)  | Jordan Thompson   | 6:4, 1:6, 6:3  |
| 11. | 12. Mai 2019    | Schymkent (1)   | Sand      | Dmitri Popko      | 5:7, 6:4, 6:4  |
| 12. | 16. Juni 2019   | Schymkent (2)   | Sand      | Stefano Travaglia | 6:4, 6:4       |

#### Finalteilnahmen
| Nr. | Datum         | Turnier | Belag | Finalgegner   | Ergebnis |
| --- | ------------- | ------- | ----- | ------------- | -------- |
| 1.  | 24. Juli 2016 | Umag    | Sand  | Fabio Fognini | 4:6, 1:6 |

### Doppel

#### Turniersiege
| Nr. | Datum              | Turnier    | Belag         | Partner                 | Finalgegner                                         | Ergebnis           |
| --- | ------------------ | ---------- | ------------- | ----------------------- | --------------------------------------------------- | ------------------ |
| 1.  | 10. Februar 2013   | Bergamo    | Hartplatz (i) | Karol Beck              | Claudio Grassi Amir Weintraub                       | 6:3, 3:6, [10:8]   |
| 2.  | 22. Februar 2014   | Morelos    | Hartplatz     | Gerald Melzer           | Alejandro Moreno Figueroa Miguel Ángel Reyes Varela | 6:2, 6:4           |
| 3.  | 31. Mai 2014       | Vicenza    | Sand          | Igor Zelenay            | Błażej Koniusz Mateusz Kowalczyk                    | 6:1, 7:5           |
| 4.  | 2. Mai 2015        | Ostrava    | Sand          | Hans Podlipnik-Castillo | Roman Jebavý Jan Šátral                             | 4:6, 7:5, [10:1]   |
| 5.  | 1. August 2015     | Biella     | Sand          | Hans Podlipnik-Castillo | Alexandru-Daniel Carpen Dino Marcan                 | 7:5, 1:6, [10:8]   |
| 6.  | 8. August 2015     | Liberec    | Sand          | Hans Podlipnik-Castillo | Wesley Koolhof Matwé Middelkoop                     | 7:5, 6:73, [10:5]  |
| 7.  | 23. August 2015    | Cordenons  | Sand          | Igor Zelenay            | Dino Marcan Antonio Šančić                          | 6:4, 5:7, [10:8]   |
| 8.  | 31. Oktober 2015   | Lima       | Sand          | Hans Podlipnik-Castillo | Rogério Dutra da Silva João Souza                   | 6:3, 6:4           |
| 9.  | 21. November 2015  | Montevideo | Sand          | Hans Podlipnik-Castillo | Marcelo Demoliner Gastão Elias                      | 6:4, 3:6, [10:6]   |
| 10. | 23. April 2016     | Turin      | Sand          | Hans Podlipnik-Castillo | Rameez Junaid Mateusz Kowalczyk                     | 4:6, 7:63, [12:10] |
| 11. | 3. September 2016  | Como       | Sand          | Roman Jebavý            | Nils Langer Gerald Melzer                           | 3:6, 6:1, [10:5]   |
| 12. | 15. Oktober 2016   | Casablanca | Sand          | Roman Jebavý            | Dino Marcan Antonio Šančić                          | 6:4, 6:2           |
| 13. | 15. September 2018 | Banja Luka | Sand          | Hans Podlipnik-Castillo | Laurynas Grigelis Alessandro Motti                  | 7:5, 4:7, [10:7]   |
| 14. | 8. Juni 2019       | Almaty II  | Sand          | Hans Podlipnik-Castillo | Gonçalo Oliveira Andrej Wassileuski                 | 7:64, 3:6, [10:8]  |
| 15. | 23. Oktober 2021   | Lošinj     | Sand          | Sam Weissborn           | Victor Vlad Cornea Ergi Kırkın                      | 6:1, 7:65          |

#### Finalteilnahmen
| Nr. | Datum           | Turnier | Belag | Partner       | Finalgegner                      | Ergebnis |
| --- | --------------- | ------- | ----- | ------------- | -------------------------------- | -------- |
| 1.  | 6. Februar 2022 | Córdoba | Sand  | Sam Weissborn | Santiago González Andrés Molteni | 5:7, 3:6 |